# Bertula erectilinea
Bertula erectilinea là một loài bướm đêm trong họ Erebidae.